# Лурджа Магдани
«Лурджа Магдани» (груз. «მაგდანას ლურჯა») — радянський художній фільм 1955 року за однойменною повістю грузинської письменниці Катерини Габашвілі.

## Сюжет
Грузія, кінець XIX століття. Багатий торговець вугіллям Мітуа кидає на дорозі здихаючого віслюка. Шестирічний Міхо і трирічна Като, діти бідної вдови Магдани Сесіашвілі, знаходять віслюка. Вони називають його Лурджа (Синьоокий) і виходжують. Лурджа стає хорошим помічником в маленькому бізнесі вдови — торгівлею мацоні. Але одного разу купець Мітуа впізнає у ньому кинутого їм віслюка і, підкупивши суддю, відсуджує його у Магдани.

## У ролях
- Дудухана Церодзе —  Магдана  (дублювала  Марина Фігнер)
- Ліана Моїсцрапішвілі —  Софо, старша дочка Магдани
- Нані Чіквінідзе —  Като, дочка Магдани
- Міхо Борашвілі —  Міхо, син Магдани
- Акакій Кванталіані —  Мітуа, вугляр  (дублював  Степан Каюков)
- Карло Саканделідзе —  Вано, наймит вугляра  (дублював  Микола Прокопович)
- Акакій Васадзе —  Тедо Гунашвілі, сільський староста  (дублював  Костянтин Нассонов)
- Олександр Оміадзе —  дід Гіго  (дублював  Георгій Віцин)
- Олександр Такайшвілі —  суддя  (дублював  Чеслав Сушкевич)
- Давид Абашидзе —  Габо
- Шалва Гедеванішвілі — епізод
- Маріам Гарікулі — епізод

## Знімальна група
- Режисери — Тенгіз Абуладзе, Резо Чхеїдзе
- Сценарист — Карло Гогодзе
- Оператори — Олександр Дігмелов, Лев Сухов
- Композитор — Арчіл Кереселідзе